# Canal do Palmital
Canal do Palmital, conhecido também como Canal das Três Barras ou Canal do rio Palmital, é um braço de mar abastecido por vários mananciais de água doce e repleto de peixes de várias espécies localizado nos municípios de Joinville e de Garuva, no estado de Santa Catarina.
É o braço esquerdo da Baía da Babitonga, começando na Praia Vigorelli em Joinville e que se estende por mais de 25 [quilômetros até o município de Garuva. 
Sua nascente é na Serra do Quirirí, e tem como principais afluentes os rios da Onça, Sete Voltas, Bonito, Canela, Pirabeiraba e ainda o rio Cubatão do Norte. Sua bacia hidrográfica tem uma área de  358 quilômetros quadrados e é bastante influenciada pelas marés oceânicas, coberta por imensos manguezais e ilhas que servem de berçário e morada de caranguejos, capivaras, jacarés do papo-amarelo e aves aquáticas. Suas águas claras e esverdeadas são habitadas por cardumes de peixes, como robalos, miraguaias, acarás, e cacatingas, entre outros.
O complexo aquático do Palmital banha Garuva e Joinville e deságua na Lagoa do Saguaçu. Tem uma profundidade entre sete a oito metros. Ao longo de seu curso, o canal contempla diversos complexos turísticos, pousadas para repouso e pesca amadora, alem de um iate clube, o Marina das Garças.